# 人工精子
人工精子（或人造精子），是一種實驗中的生物科技，模擬並製作人類或動物的精子，配合其他人工生殖技術，如人工子宮及人工卵子，可達至完全人工及體外繁殖的效果。